# Ephedranthus
Ephedranthus es un género de plantas fanerógamas con ocho especies perteneciente a la familia de las anonáceas. Son nativas de Brasil.

## Taxonomía
El género fue descrito por Spencer Le Marchant Moore y publicado en Transactions of the Linnean Society of London, Botany 4: 296, pl. 21. 1895.  La especie tipo es: Ephedranthus parviflorus

## Especies
| - Ephedranthus amazonicus - Ephedranthus columbiana - Ephedranthus columbianus - Ephedranthus fragrans | - Ephedranthus guianensis - Ephedranthus parviflorus - Ephedranthus pisocarpus - Ephedranthus wraithiana |